# Canapville (Calvados)
Canapville é uma comuna francesa na região administrativa da Normandia, no departamento Calvados. Estende-se por uma área de 2,5 km². Em 2010 a comuna tinha 234 habitantes (densidade: 93,6 hab./km²).